# District minier de Yangquan
Le district minier de Yangquan (矿区 ; pinyin : Kuàng Qū) est une subdivision administrative de la province du Shanxi en Chine. Il est placé sous la juridiction de la ville-préfecture de Yangquan.